# 오사카부립 나카노시마 도서관

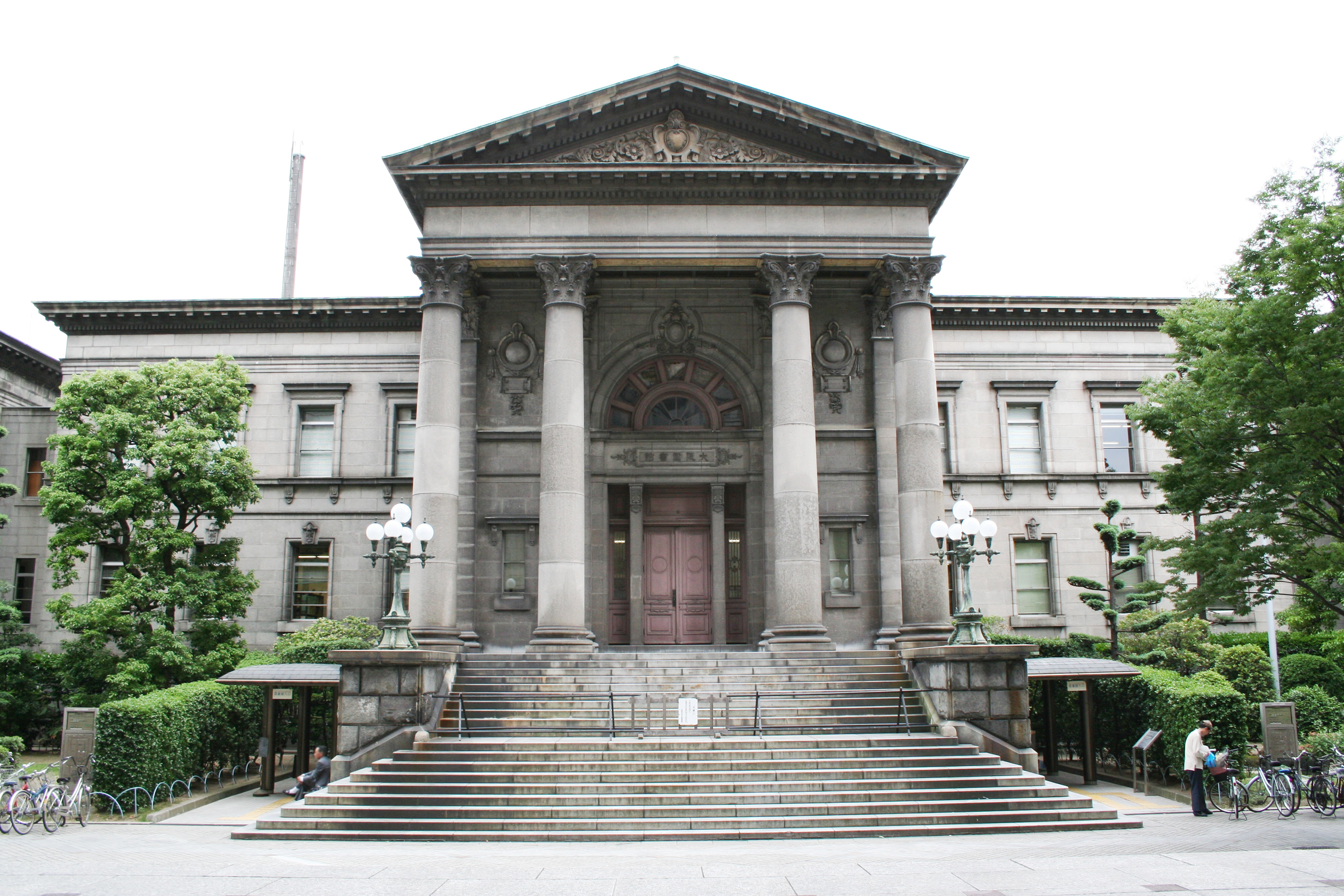
오사카 부립 나카노시마 도서관

오사카 부립 나카노시마 도서관(일본어: 大阪府立中之島図書館, 영어: Osaka Prefectural Nakanoshima Library)은 일본 오사카부 오사카시 기타구 나카노시마 1쵸메에 있는 오사카 부립 도서관이다. 장서 수는 약 50만 권으로, 건물이 중요문화재로 지정되어 있다. 오사카 부립 중앙 도서관과 함께 오사카의 주요 도서관이다. 중앙 도서관에서는 일반 서적에서 학술서까지 폭 넓은 분야의 책을 다루는 한편, 나카노시마 도서관에서는 고문서나 오사카 관련 문헌 등을 수집하고 있다.